# Hoplorrhinoides
Hoplorrhinoides är ett släkte av skalbaggar. Hoplorrhinoides ingår i familjen vivlar.
Kladogram enligt Catalogue of Life:
| Hoplorrhinoides | \| \| Hoplorrhinoides attalae \| \| \| \| \| \| Hoplorrhinoides pallidus \| \| \| \| \| \| Hoplorrhinoides palmarum \| \| \| \| |
|                 | \| \| Hoplorrhinoides attalae \| \| \| \| \| \| Hoplorrhinoides pallidus \| \| \| \| \| \| Hoplorrhinoides palmarum \| \| \| \| |
|                 | Hoplorrhinoides attalae |
|                 | |
|                 | Hoplorrhinoides pallidus |
|                 | |
|                 | Hoplorrhinoides palmarum |
|                 | |